# Apátfalva
Apátfalva (horvátul: Patfalva, Patvalva, Patfalvin) község Csongrád-Csanád vármegyében, a Makói járásban.

## Fekvése
Makótól 10 kilométerre délkeletre, a magyar–román határ közvetlen közelében fekszik, a Maros jobb partján, a Körös–Maros Nemzeti Park határán. A kelet felől szomszédos településsel, Magyarcsanáddal teljesen egybeépült. További szomszédjai: észak felől Királyhegyes, dél felől Nagycsanád (Cenad), nyugat és északnyugat felől pedig Makó.

### Megközelítése
Központján, nagyjából kelet–nyugati irányban végighalad az élénk nemzetközi forgalmat bonyolító 43-as főút, így ez a leginkább kézenfekvő megközelítési útvonala Szeged-Makó és az országhatár felől is. Közigazgatási területén emellett, a központjától több kilométerre északra áthalad az M43-as autópálya is, amelynek csomópontja is van itt, az Apátfalva területét észak-déli irányban átszelő 4425-ös úttal való keresztezésénél. Érinti még a község közigazgatási területét a Gyula–Makó közti 4434-es út is.
A hazai vasútvonalak közül Apátfalvát a MÁV 121-es számú Kétegyháza–Újszeged-vasútvonala érinti, amelynek egy megállási pontja van itt, Apátfalva vasútállomás. Az állomás a vasútvonal állomásainak viszonylatában Magyarcsanád megállóhely és Makó vasútállomás között helyezkedik el, fizikailag a településközpont északi szélén található, közúti megközelítését a 43-as főútból kiágazó, rövidke 44 322-es számú mellékút teszi lehetővé.
A község a környező városok irányából autóbusszal is elérhető.

## Története

### Középkor
Nevét valószínűleg egykori tulajdonosáról, a csanádi monostor apátjáról kapta. Első fennmaradt okleveles említése 1334-ből való Pothfalua, azaz Pátfalva néven. Ekkor már volt temploma.
1469-ben Kemecsei János csanádi egyházmegyei pap hazafelé utazásában megszállt a faluban; de éjjel rablók törtek rá, s elvették pénzét, ruháit és egyházi ékszereit. A rablókat még az éjjel elfogták, majd felakasztották őket.
1514. május 23-án itt szenvedett vereséget Dózsa György előhada Báthori István temesi ispán és Csáky Miklós csanádi püspök seregeitől.

### Török hódoltság
1552-ben Ahmet bég Temesvár bevétele után teljesen elpusztította, úgyhogy az 1555. és 1561. évi adóösszeírások pusztának mondják. Száz évig puszta volt. 1647-ben, amikor a csanádi püspök javait összeírták, Apátfalva még mint puszta telekként jelent meg.
Mint gazdátlan területet Apátfalva pusztát 1649 decemberében II. Rákóczi György Fejér Ábrahám borosjenői lovas vitéznek adományozta. Ekkortájt kezdtek itt megtelepülni katolikus magyarok, mert gróf Pálffy Tamás püspöknek már nyolc tallér évi adót fizettek. Kis-Apátfalva nevet adtak neki, s ez a név ment át a hivatalos használatba is. Amikor 1654-ben gróf Pálffy, 1660-ban Macripodari püspökök királyi oltalomlevelet kaptak birtokaikra, e falu következetesen Kis-Apátfalvának volt nevezve.

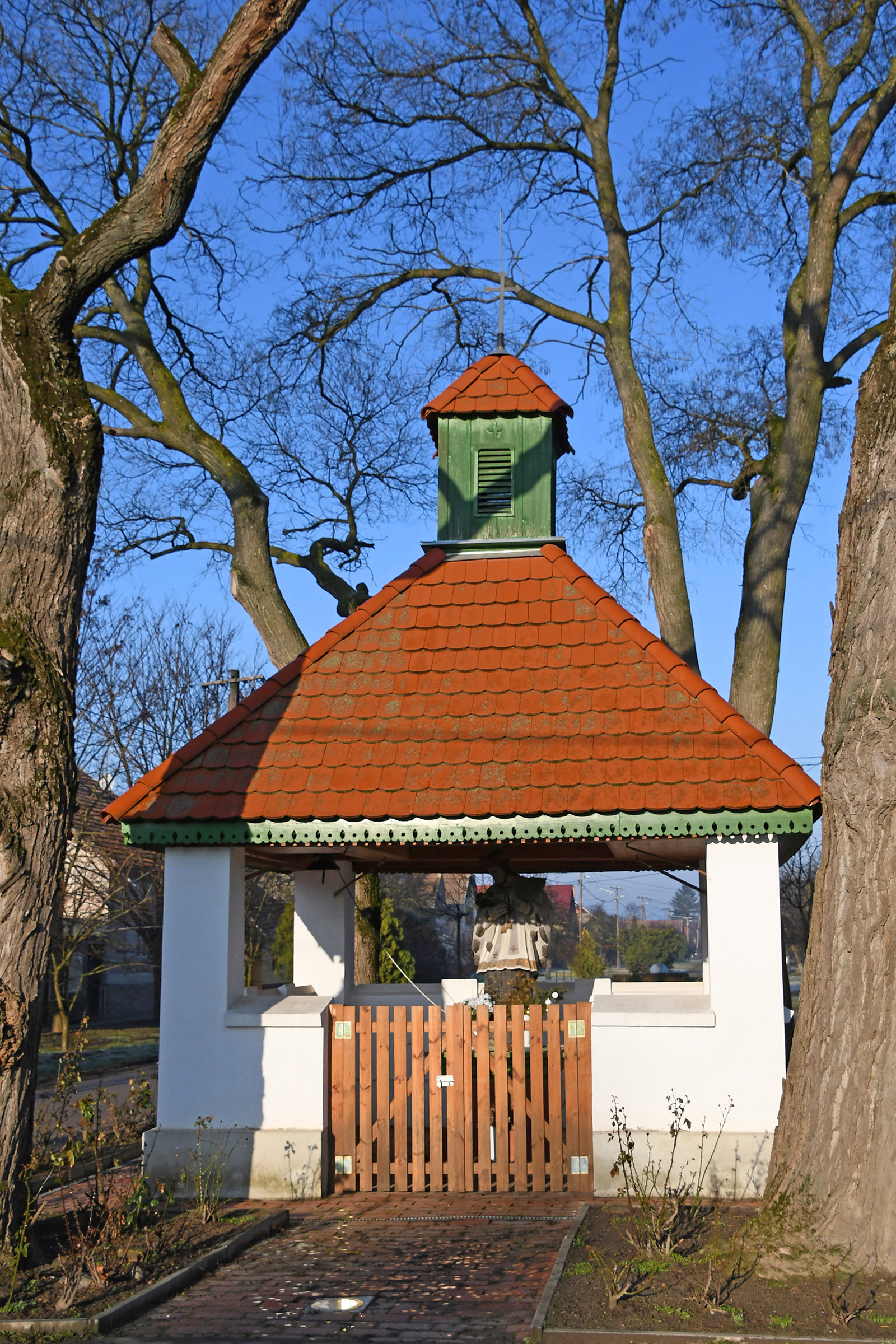
Nepomuki Szent János-szobor

1686-ban Apátfalva is elpusztult Makóval együtt. Ekkor legfeljebb 8-10 család lakott itt, majd a szegedi vesztes csatáról visszavonuló tatár csapatok Devlet Giráj kalga vezetésével elpusztították.

### Újkor
1751-ig tartozott a szerb katonai határőrvidékhez; majd királyi rendelettel kamarai igazgatás alá jutott, s a marosi vagy aradi uradalomba osztották be. Az uradalmi igazgatóság nagy buzgalommal látott hozzá, hogy a nagy határral rendelkező helységet lakosokkal szaporítsa. 1752–1756 között a környékbeli helységekből nagyobb számú magyarság telepedett ide. 1762-ben egészen elvált a vele szomszédos Csanád kamarai falutól; s hozzá tartoztak ekkor Tárnok-puszta egészen, Szecső-puszta fele, Belez-puszta fele, továbbá az apátfalvi, szecsői és tárnoki szigetek. 1767-ben 128 magyar telkes gazda lakta; ezenkívül volt itt 47 zsellér is. A családtagokkal együtt számuk 964 fő volt. Ekkoriban lett ismét önálló plébánia. Ma is álló temploma ebben az időben épült. Az 1774. évi úrbéri összeírás adatai szerint már 146 telkes gazda és 60 zsellér lakta. Minthogy nádasa nem volt a helységnek, a lakosok házaikat szalmával vagy zsombékkal fedték. A téglából épült uradalmi kocsma azonban náddal lett befedve.
A falu lakossága azután folyamatosan növekedett. 1820-ban tíz láb magas árvízvédelmi töltést emeltek védelmére, miután a Maros nyolc ház kivételével egy egész utcasort elsöpört. Az 1831-es kolerajárványban 137 ember halt meg. Később újabb kolerajárványok jöttek, további áldozatokkal. A templom tízregiszteres orgonáját ifj. Kováts János szegedi orgonaépítő 1855-ben építette. A település lakossága 1890-ben már 5158 fő, akik összesen 1017 házban laktak.

### Azelső világháborúután
1919 tavaszán a román hadsereg megszállta a Tiszántúlt. A hadsereg ellátására rekvirálásokat rendeltek el, de a gyakorlatban a begyűjtés ezen lényegesen túlterjedt: „minden jármű, gép, termelési eszköz és alapanyag összegyűjtésére törekedtek”. Apátfalván a (mezőgazdasági) gépek teljes körű begyűjtésén túl június 21-re meghirdették a lábasjószágok rekvirálását is, ami a település gazdasági ellehetetlenítésén túl már a lakosság napi megélhetését is veszélyeztette. Az apátfalviak ezt megtagadták, és sokan a tanyavilágba menekültek. Bár a terhek mérséklése ellen mindent megtettek, még a szegedi ellenforradalmi kormány miniszterelnökénél, gróf Károlyi Gyulánál is panaszt tudtak tenni, de ő sem tudta elérni, hogy a francia katonai hatóságok korlátozzák a románokat, így a június 23-i új határidőt nem kerülhették el. Június 22-én este mintegy kétszáz apátfalvi férfi gyülekezett Csikota András tanyáján, hogy eldöntsék, mit tegyenek ebben a helyzetben. Mivel a rekvirálás megtagadása, valamint két, a tanyákon bujkálók után kutató román járőr lefegyverzése miatt megtorlásra lehetett számítani, úgy döntöttek, hogy másnap rátámadnak a faluban állomásozó román katonákra. A néhány puskán kívül csak ásókkal, kaszákkal, botokkal felszerelkezett lázadók előbb, több irányból támadva a vasútállomásról űzték ki a katonákat, majd a granicsárokat és csendőröket is megfutamították. Az összecsapásban két apátfalvi esett el, míg három román katonát utolértek és meglincseltek. Az ellentámadástól tartva sokan Királyhegyesen, valamint a Marostól délre fekvő, szerb ellenőrzés alatt álló területeken kerestek menedéket, míg az otthon maradók a Száraz-ér gátján foglaltak el állásokat. A késő délelőtt kezdődő küzdelem addig tartott, amíg a lázadók muníciója el nem fogyott. A délután Békéscsabáról érkező román egységek már csak a megtorlásban vettek részt. A két napig tartó vérengzésnek közvetlenül 32, összesen 39 ember esett áldozatul, 86 embert pedig börtönbe hurcoltak; közülük az utolsók 1924-ben szabadultak.
1950-ben Csanád néven összevonták Magyarcsanáddal, de 1954-ben ismét önállósult.
Jelentősek mai napig őrzött néprajzi hagyományai és idegenforgalma. Az Erdei Iskolában állandó helytörténeti kiállítás tekinthető meg.
A település az 1950-es megyerendezés előtt Csanád vármegye Központi járásához tartozott.
2012. október 11-én ebben a faluban történt a Hummeres gázolásként elhíresült rendőrgyilkosság, mely az egész országot megrázta.

## Népessége
| Lakosok száma | 2977 | 2960 | 2886 | 2791 | 2828 | 2809 | 2777 |
|               | 2013 | 2014 | 2017 | 2021 | 2022 | 2023 | 2024 |

2001-ben a település lakosságának 95%-a magyar, 5%-a cigány nemzetiségűnek vallotta magát.
A 2011-es népszámlálás során a lakosok 88,2%-a magyarnak, 0,2% bolgárnak, 8,4% cigánynak, 0,2% németnek, 2,2% románnak mondta magát (11,3% nem nyilatkozott; a kettős identitások miatt a végösszeg nagyobb lehet 100%-nál). A vallási megoszlás a következő volt: római katolikus 67,6%, református 3,8%, evangélikus 0,2%, görögkatolikus 1,1%, felekezeten kívüli 8,5% (16,9% nem nyilatkozott).
2022-ben a lakosság 91,1%-a vallotta magát magyarnak, 4% cigánynak, 2,4% románnak, 0,3% németnek, 0,2% örménynek, 0,1-0,1% bolgárnak, szlováknak és lengyelnek, 1,7% egyéb, nem hazai nemzetiségűnek (8,5% nem nyilatkozott; a kettős identitások miatt a végösszeg nagyobb lehet 100%-nál). Vallásuk szerint 42,4% volt római katolikus, 3% református, 0,7% görög katolikus, 0,4% evangélikus, 0,4% ortodox, 1% egyéb keresztény, 0,5% egyéb katolikus, 13% felekezeten kívüli (38,5% nem válaszolt).

## Önkormányzat és közigazgatás

### Polgármesterei
- 1990–1994: Szentesi József (FKgP)[9]
- 1994–1998: Szentesi József (független)[10]
- 1998–2002: Vári Miklós (MSZP)[11]
- 2002–2006: Szentesi József (független)[12]
- 2006–2010: Varga Péter (MSZP)[13]
- 2010–2014: Varga Péter (MSZP)[14]
- 2014–2019: Szekeres Ferenc (Fidesz–KDNP)[15]
- 2019–2024: Szekeres Ferenc (Fidesz–KDNP)[16]
- 2024– : Szekeres Ferenc (független)[1]

## Nevezetességei
- Szent Mihály római katolikus templom 1757-ből, 1937-ben átépítve neoreneszánsz megfogalmazásban
- Langó kápolna, amelyet egy gazdag helyi család építtetett a 19. és 20. század fordulóján
- Első világháborús emlékmű
- Nepomuki Szent János szobra
- Dózsa György szobra az általános iskola előtt

## Híres apátfalviak
- Benkóczy Zoltán színész
- Gyürki István színész
- Herczeg István olimpiai ezüstérmes tornász, földbirtokos
- Madarassy János csillagász
- Sipos István futó
- Sümeghy Dezső levéltáros
- Sütő József olimpikon maratoni futó

### Plébánosok
- Cselkó Károly ?–1837
- Dualszky János 1843–1844
- Benőfy Soma 1859–? alesperes
- Babik József 1899 körül segédlelkész

## A település az irodalomban
- Apátfalva a színhelye Móra Ferenc Volapük című elbeszélésének (megjelent a Nádihegedű című kötetben).